# Lancelot de Gottignies
Lancelot de Gottignies (Brussel, 1618 - aldaar, 25 augustus 1673) was de zesde bisschop van Roermond van 1672 tot 1673. Hij behoorde tot de adellijke familie de Gottignies. Zijn wapenspreuk was: Sicut malleus conterens petram (Als een hamer die een rots verbrijzelt).

## Loopbaan
Lancelot de Gottignies ontving al op zijn zestiende de tonsuur: een ceremonie waardoor iemand bevoegd werd om tot geestelijke ambten benoemd te worden. In 1635 werd hij kanunnik van Sint Servaas in Maastricht, een jaar later van de heilige Goedele in Brussel. Daar werd hij tot bisschop van Roermond gewijd, maar door de oorlogsperikelen kon hij niet naar Roermond reizen. Nog voordat hij ooit een voet zette in zijn nieuwe bisdom overleed hij te Brussel en werd daar begraven.